# Борова (Сілезьке воєводство)
Борова (пол. Borowa) — село в Польщі, у гміні Медзьно Клобуцького повіту Сілезького воєводства.
Населення — 470 осіб (2011).
У 1975-1998 роках село належало до Ченстоховського воєводства.

## Демографія
Демографічна структура станом на 31 березня 2011 року:
|          | Загалом | Допрацездатний вік | Працездатний вік | Постпрацездатний вік |
| -------- | ------- | ------------------ | ---------------- | -------------------- |
| Чоловіки | 240     | 45                 | 169              | 26                   |
| Жінки    | 230     | 40                 | 132              | 58                   |
| Разом    | 470     | 85                 | 301              | 84                   |